# Gracilinitocris
Gracilinitocris – rodzaj chrząszczy z rodziny kózkowatych i podrodziny zgrzypikowych.

## Zasięg występowania
Przedstawiciele tego rodzaju występują w Afryce Zachodnie i Środkowej.

## Systematyka
Do Gracilinitocris należą 2 gatunki:
- Gracilinitocris gracilenta
- Gracilinitocris nigrifrons